# Monts d'Asterousia

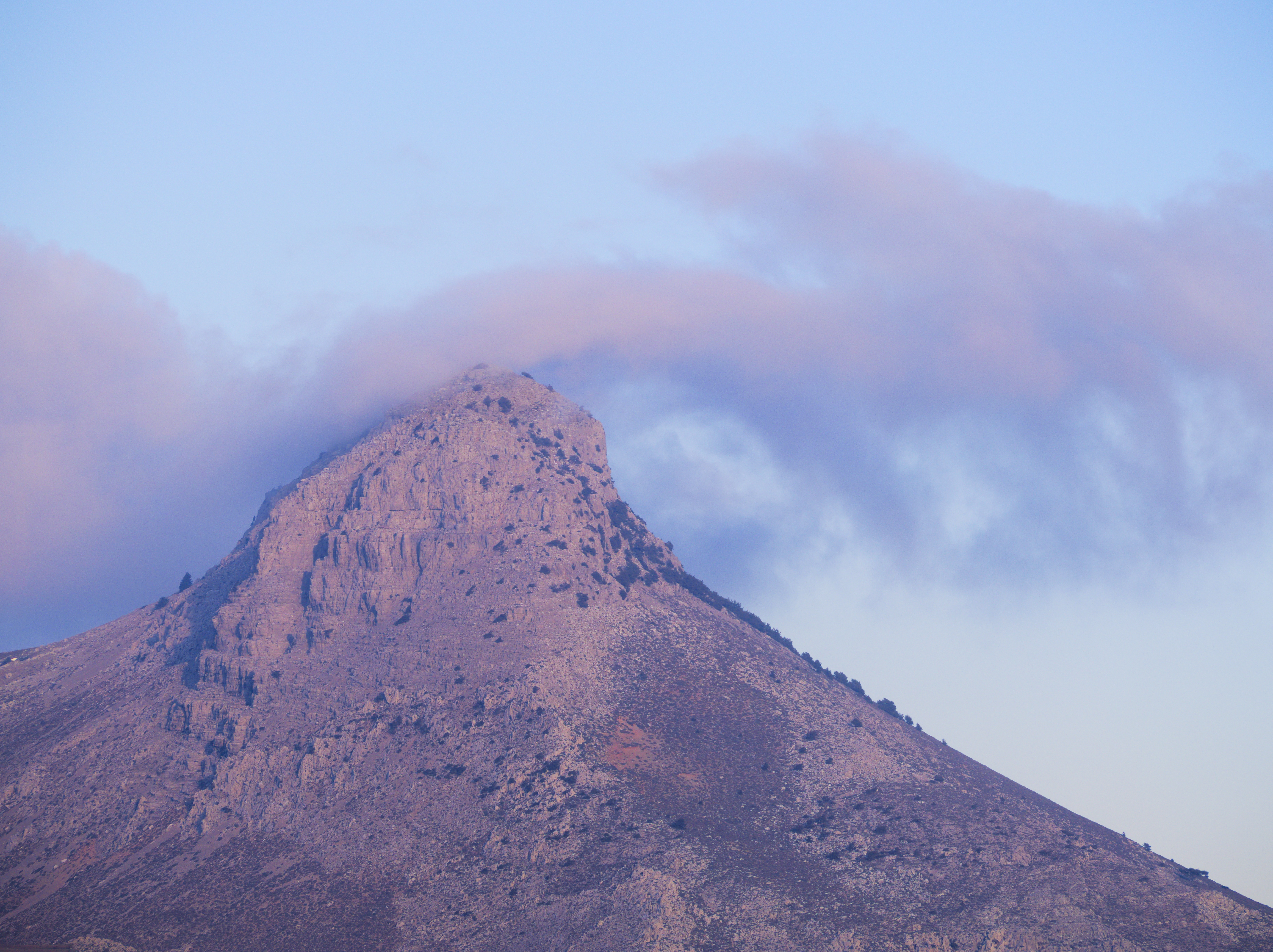
Le sommet du Kófinas, vu depuis le village de Kapetanianá.

Les monts d'Asterousia (en grec moderne : Αστερούσια Όρη) sont un massif montagneux situé dans le Sud de la Crète et séparant la plaine de la Messará de la mer de Libye, à l'est du village de Mátala.

## Biodiversité
Le massif d'Asterousia est reconnu au titre de réserve de biosphère par l'Unesco depuis 2020.
Reconnu pour son avifaune riche, le site est également classé Natura 2000, avec notamment la présence du vautour fauve et du gypaète barbu.

## Archéologie
Des preuves d'anciennes cultures crétoises ont été trouvées à la suite de fouilles effectuées dans la zone montagneuse. En outre, l'un des sites minoens les plus importants de Crète a été trouvé à proximité de Phaistos au nord. Apparemment, le palais de Phaistos a été conçu pour permettre d'obtenir une vue sur la vaste plaine de la Messará et les montagnes d'Asterousia. 
Un autre nom historique pour cette chaîne est rapporté par l'Encyclopædia Britannica : « chaîne de Kofinos » ou, en français, « Kophinos », du nom du plus haut sommet d'Asterousia, le Kófinas (1 231 m).